# Tectaria christovalensis
Tectaria christovalensis là một loài thực vật có mạch trong họ Dryopteridaceae. Loài này được (C. Chr.) Alston miêu tả khoa học đầu tiên năm 1939.